# 무리수

제곱근 2는 무리수이다.

무리수(無理數, irrational number)는 두 정수의 비의 형태로 나타낼 수 없는 실수를 말한다. 즉 분수로 나타낼 수 없는 소수이다. 
이에 반해 두 정수의 비에 의해 나타낼 수 있는 수를 유리수(분수)라 한다. 이것도 소수이다. 
유리수의 집합은 {\displaystyle \mathbb {Q} =\left\{{\frac {m}{n}}:m,n\in \mathbb {Z} ,n\neq 0\right\}}로 정의하고,
무리수의 집합은 {\displaystyle \mathbb {I} =\mathbb {R} -\mathbb {Q} }로 정의한다.
무리수는 소수점 이하로 같은 수의 배열이 반복적으로 나타나지 않는(순환하지 않는) 무한소수이다.
무리수는 다시 {\displaystyle {\sqrt {2}}}와 같은 대수적 수와 {\displaystyle \pi } 등의 초월수로 나뉜다.

## 역사와 어원
무리수가 존재한다는 것을 처음 증명한 것은 고대 그리스 피타고라스 학파로 전해진다. 히파소스는 이등변 직각삼각형의 밑변과 빗변의 비는 정수의 비율로 표현할 수 없다는 것을 증명했다. 이는 우주가 완벽하여 모든 것이 정수의 비로 표현될 수 있다고 믿었던 피타고라스 학파에 충격을 주었다. 전설에 따르면 피타고라스 학파의 동료들이 ‘우주의 섭리에 거스르는 요소를 만들어낸’ 히파소스를 살해했다고 하며, 죽이진 않고 추방했다는 이야기도 있다.
에우클레이데스의 원론 10권을 포함한 고대 그리스 수학책에서는 유리수를 비로 나타낼 수 있는 길이를 ‘말할 수 있는(ῥητός 레토스[*])’ 길이, 그렇지 못한 것을 ‘말할 수 없는(ἄλογος 알로고스[*])’ 길이라고 불렀다. 알로고스는 글자 그대로 로고스가 없다는 뜻의 단어로, 말 없음·이성 없음 등을 뜻한다. 이것이 라틴어 numerus irrationalis로 번역되어 지금에 이른다.

## 몇 가지 무리수의 증명

### 특수한 로그 꼴의 수
가장 간단히 무리수임이 증명되는 수는 {\displaystyle \log _{2}3}과 같은 꼴의 수일 것이다. 증명은 귀류법을 사용하며, 다음과 같다:
- {\displaystyle \log _{2}3}을 유리수라 하자. 그러면 어떤 자연수 {\displaystyle m,n}에 대해, {\displaystyle \log _{2}3={\frac {m}{n}}}을 만족한다.
- 따라서 {\displaystyle 2^{\frac {m}{n}}=3}이 되고.
- 변형하면 {\displaystyle 2^{m}=3^{n}}이다.
- 그런데 {\displaystyle 2^{m}}은 짝수이고, {\displaystyle 3^{n}}은 홀수이므로 위 등식은 성립할 수 없다.
- 따라서 가정이 틀렸다. 즉 {\displaystyle \log _{2}3}은 무리수이다.

### 2의 제곱근
무리수를 최초로 발견한 것은 일반적으로, 2의 제곱근이 유리수가 아님을 발견한 피타고라스와 그 제자들로 알려져 있다.
이에 대한 증명의 한 가지 방법은 다음처럼 귀류법을 사용하는 것이다.
1. {\displaystyle {\sqrt {2}}}가 유리수라 하자.
2. 그러면, {\displaystyle {\sqrt {2}}}는 기약분수 {\displaystyle {\frac {a}{b}}}로 쓸 수 있다. 다시 말해, 서로소인 정수 {\displaystyle a,b}에 대해, {\displaystyle \left({\frac {a}{b}}\right)^{2}=2}.
3. 위 식을 풀면
{\displaystyle {\frac {a^{2}}{b^{2}}}=2}
{\displaystyle a^{2}=2b^{2}}이다.
4. 따라서, {\displaystyle a^{2}}은 짝수이다.
5. 짝수가 아닌 수, 즉 홀수의 제곱은 홀수이므로, {\displaystyle a}는 짝수여야 한다.
6. 따라서, {\displaystyle a^{2}}는 4의 배수이다.(이것은 {\displaystyle a}가 {\displaystyle k}값에 상관없이 항상 {\displaystyle (2k)^{2}=4k^{2}}가 되기 때문이다.)
7. 즉, {\displaystyle {\frac {a^{2}}{2}}}는 짝수이다.
8. (3)에서, {\displaystyle {\frac {a^{2}}{2}}=b^{2}}이다.
9. (7)과 (8)로부터, {\displaystyle b^{2}}가 짝수임을 알 수 있다.
10. (4), (5)과 같은 방법으로, {\displaystyle b}는 짝수이다.
11. (5)와 (10)에 의해, {\displaystyle a}와 {\displaystyle b}는 모두 짝수. 이는 {\displaystyle {\frac {a}{b}}}가 기약분수라는 (2)의 가정에 위배된다. 모순에 의해 (1)의 {\displaystyle {\sqrt {2}}}가 유리수라는 가정이 틀렸다는 걸 알 수 있다.

이 방법을 일반화하여, 제곱수가 아닌 자연수의 제곱근은 무리수임을 증명할 수 있다.

### 원주율
1761년 요한 람베르트는 탄젠트 함수를 다음과 같은 연분수로 나타낼 수 있음을 증명했다.
{\displaystyle \tan(x)={\cfrac {x}{1-{\cfrac {x^{2}}{3-{\cfrac {x^{2}}{5-{\cfrac {x^{2}}{7-{}\ddots }}}}}}}}.}
또한 {\displaystyle x}가 0이 아닌 유리수일 때, 위 연분수는 무리수가 된다는 것도 증명했다. 그런데 tan(π/4) = 1 이므로, π/4는 무리수가 된다. 따라서 π는 무리수라는 것이 증명된다.

다른 수학자들의 증명은 이 문서에 나와 있다.

### 무리수+유리수
1. {\displaystyle {\sqrt {2}}+3}을 유리수라 가정하자.
2. 위의 식이 유리수라면 {\displaystyle {\sqrt {2}}+3=c}를 만족하는 유리수 {\displaystyle c}가 있을 것이다.
3. 두 번째 식에서 3을 이항시키면 {\displaystyle {\sqrt {2}}=c-3}이 된다.
4. 그런데 유리수는 뺄셈에 대하여 닫혀 있으므로 유리수 {\displaystyle c}에서 3을 뺀 값은 유리수이다.
5. 위의 소제목에서 {\displaystyle {\sqrt {2}}}가 유리수가 아니라는 것이 증명되었다. 이는 {\displaystyle {\sqrt {2}}+3}이 유리수라는 가정과 위배된다.
6. 모순에 의해 {\displaystyle {\sqrt {2}}+3}이 유리수가 아니라는 것이 증명되었다.
7. 따라서, 무리수와 유리수의 합은 무리수이다.

## 같이 보기
- 소수점 표기
- 분수 (수학)
- 유리수
- 실수